# Jaroslav Kravárik
Jaroslav Kravárik (* 5. prosince 1941 Piešťany) je bývalý slovenský fotbalista, záložník, reprezentant Československa.

## Fotbalová kariéra
Za československou reprezentaci odehrál roku 1965 jedno utkání (zápas kvalifikace mistrovství světa 1966 s Portugalskem), dvakrát startoval v reprezentačním B-mužstvu. V československé lize nastoupil ve 142 utkáních a dal 28 gólů. Hrál za Tatran Prešov (1962–1964), Spartak Trnava (1964–1968) a Slavii Praha (1968–1971). S Trnavou získal 2 tituly mistra republiky a vyhrál československý pohár (1967). V Poháru mistrů evropských zemí nastoupil v 1 utkání a v Poháru vítězů pohárů ve 3 utkáních.

## Ligová bilance
| Ročník                                   | Zápasy | Góly | Klub           |
| ---------------------------------------- | ------ | ---- | -------------- |
| 1. československá fotbalová liga 1962/63 | -      | 1    | Tatran Prešov  |
| 1. československá fotbalová liga 1963/64 | -      | 0    | Tatran Prešov  |
| 1. československá fotbalová liga 1964/65 | -      | 5    | Spartak Trnava |
| 1. československá fotbalová liga 1965/66 | -      | 7    | Spartak Trnava |
| 1. československá fotbalová liga 1966/67 | -      | 4    | Spartak Trnava |
| 1. československá fotbalová liga 1967/68 | 16     | 2    | Spartak Trnava |
| 1. československá fotbalová liga 1968/69 | 2      | 0    | Spartak Trnava |
| 1. československá fotbalová liga 1968/69 | 11     | 6    | Slavia Praha   |
| 1. československá fotbalová liga 1969/70 | 24     | 4    | Slavia Praha   |
| 1. československá fotbalová liga 1970/71 | 1      | 0    | Slavia Praha   |
| CELKEM 1. liga                           | 142    | 28   |                |